# Skorba
Skorba, aussi orthographié Sqolba, est un site archéologique situé à Żebbieħ, au nord-ouest de l'ile de Malte. Il correspond à un village néolithique sur lequel fut ultérieurement édifié deux temples mégalithiques. Le site, occupé durant deux millénaires, est un témoin majeur de la Préhistoire de Malte en raison des découvertes archéologiques qui y ont été faites et qui ont conduit à définir deux phases chrono-culturelles du Néolithique maltais dénommées « Skorba grise » et « Skorba rouge ». 

## Historique

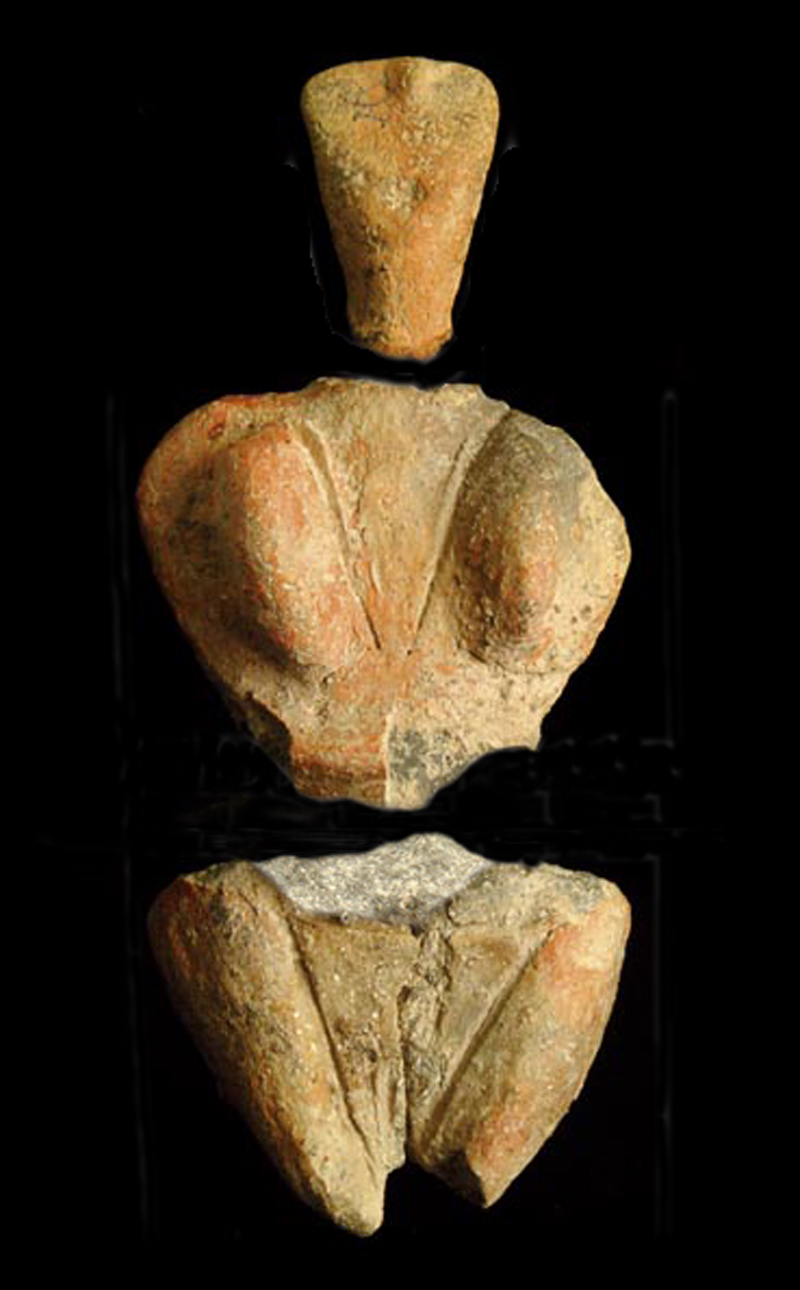
« Déesse mère » ou « déesse de la fécondité » découverte sur le site de Skorba (4400-4100 av. J.-C.).

Découvert au début des années 1960, le site de Skorba est resté à l'écart des campagnes de fouilles du XIXe siècle. Il est fouillé par David H. Trump entre 1961 et 1963. Le site est particulièrement important pour documenter la Préhistoire de Malte puisqu'il a été occupé durant deux millénaires, du début de la phase Għar Dalam (5400 av. J.-C.) à la fin de la phase Tarxien (2500 av. J.-C.). 
En 1992, l'Unesco a inscrit les temples de Skorba sur la liste du patrimoine mondial.

## Phases chrono-culturelles
Durant la période Għar Dalam, un village néolithique, visible à l'est et à l'ouest du complexe, s'est développé sur le site. Il était constitué de huttes à plan ovale, d'une longueur de 7 à 10 m sur 2,50 à 3 m de largeur, et de huttes sub-rectangulaires aux angles arrondis. Les parois des huttes était à la base d'un mur en pierre à double parement d'environ 0,70 m de largeur sur lequel reposait des branchages peut-être recouverts de torchis. Le sol était recouvert d'une couche d'argile ou de torba (sorte de ciment local composé de calcaire broyé).
Les fouilles archéologique du village ont livré une abondante céramique de deux types : une  céramique de couleur grise, pouvant tirer jusqu'au noir, appelée « Skorba grise » et une céramique de couleur rouge ou brune appelée « Skorba rouge ». Ce sont des datations par le carbone 14 qui ont permis l’attribution de la céramique de « Skorba rouge » et de « Skorba grise » à des époques différentes. La poterie de«  Skorba grise », datée de 4500 à 4100 av. J.-C., est peu décorée avec une surface polie et elle correspond à des formes simples. La principale caractéristique de ces céramiques consiste en des anses aux formes variées et assez sophistiquées, dites anses en trompette. La poterie de « Skorba rouge » se différencie uniquement de la précédente par une couleur d’engobe rouge brillant avec des variantes rouge-brun et une poterie aux formes en cuillère très particulières. Ces céramiques maltaises sont à rapprocher de la céramique sicilienne de Serra d’Alto pour la Skorba grise et de la céramique de Diana pour la Skorba rouge,.
Le matériel archéologique découvert comportait aussi des outils en silex et en os, de meules à grains en calcaire corallien (d'origine local) ou en basalte (importé). Une construction a livré tout un lot de petites figurines anthropomorphes en terre cuite ou pierre tendre représentées par des torses féminins stylisés, mais montrant clairement poitrine et triangle pubien. David H. Trump associe cet ensemble de statuettes féminines au culte d'une « déesse mère » ou d'une « déesse de la fécondité » qui favoriserait la productivité de la terre. Il se base sur la seule présence de ces statuettes pour conclure que les bâtiments avaient une fonction religieuse.

## Les temples mégalithiques

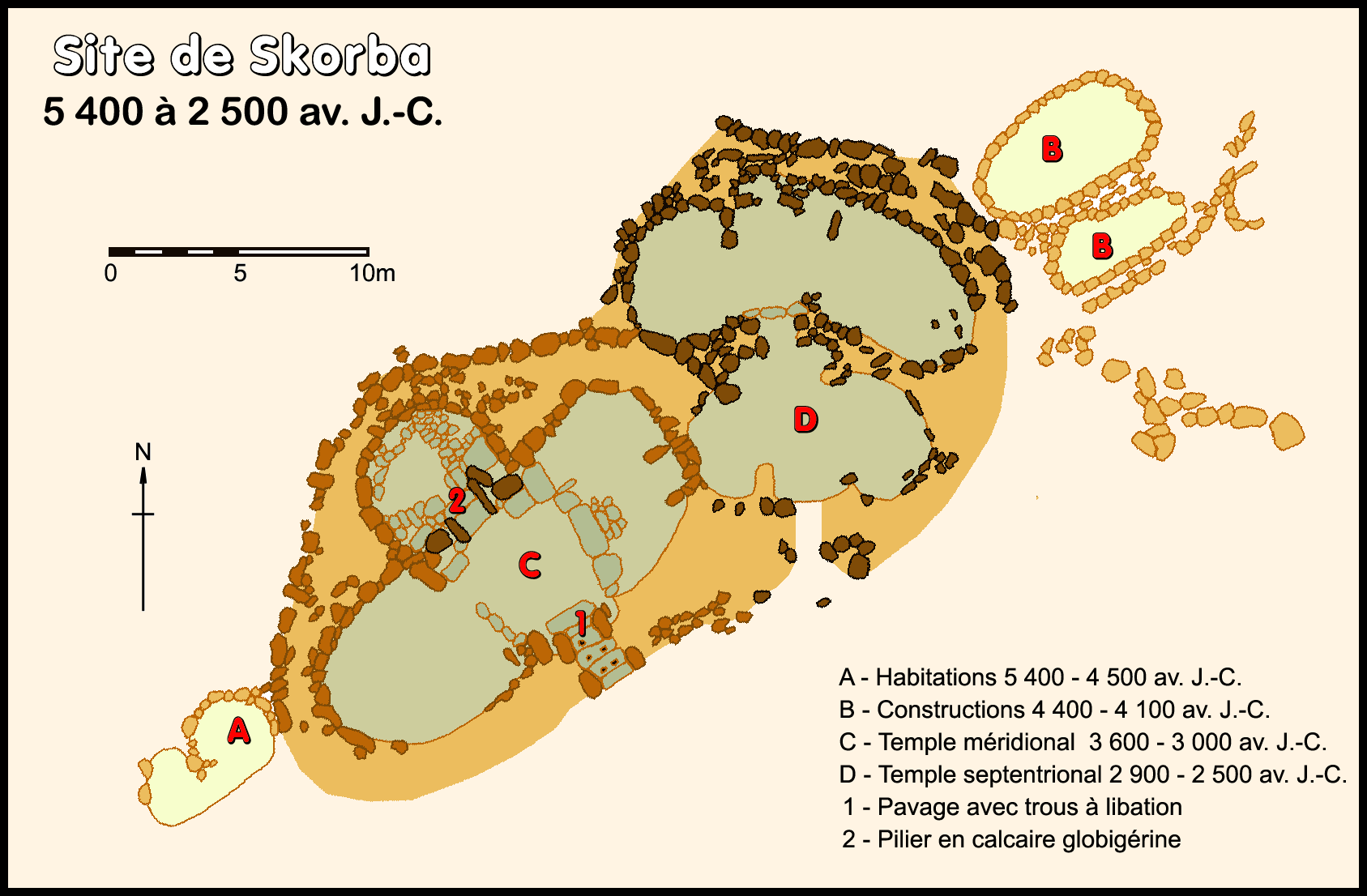
Plan du site de Skorba.

Le temple méridional est de forme tréflée à trois absides. Il est daté de la phase de Ġgantija (3600 - 3000 av. J.-C.). Il est orienté suivant un axe sud-est / nord-ouest. Il mesure environ 20 x 12 m, dans une enceinte de 25 x 15 m. 
Un détail important est le pavage en pierre à l'entrée du temple. Ces dalles, au nombre de six, comportent cinq trous sur trois d'entre elles. Ces trous sont interprétés par D. H. Trump comme étant destinés à recevoir des libations.
Un bloc de 3,90 m de haut, utilisé pour la construction de l'embrasure intérieure, semble être lié à un réaménagement ultérieur de la phase Tarxien. Ce bloc a la particularité d'être en calcaire à globigérine, absent de l'environnement géologique proche du temple. La carrière la plus proche se trouve à plus de 1 500 m, et le transport d'un bloc de plusieurs tonnes dans un paysage accidenté est en soi une sorte d'exploit.
Le temple septentrional multi-tréflé, daté de la phase de Tarxien (2900 - 2500 av. J.-C.), est mal conservé. D'environ 15 x 15 m, il est accolé au premier suivant un axe sud-nord.
L'ensemble du site, temples compris, perd tout caractère cultuel au milieu du Ier millénaire av. J.-C. Les temples sont alors réaménagés pour être transformés en habitations par une nouvelle vague d'arrivants, rendant ainsi leurs plans difficilement lisibles.